# Caroline Matthews
Caroline Twigge Matthews, MBChB, (Laurea in Medicina, Laurea in Chirurgia), Eroina di Guerra, La Florence Nightingale dei Balcani (Liverpool, 25 settembre 1877 – Londra (Sydenihanl), 16 aprile 1927), è stata un medico e corrispondente di guerra britannica.
Fu soprannominata "eroina di guerra". Prestò servizio nella Croce Rossa italiana nel Terremoto di Messina del 1908 e negli ospedali militari durante la guerra dei Balcani e la prima guerra mondiale, e fu catturata come prigioniera di guerra. Ha ricevuto la medaglia del re Vittorio Emanuele, la medaglia della Croce Rossa Italiana, la medaglia commemorativa del re Vittorio Emanuele e l'Ordine montenegrino di Danilo. Quando morì, la stampa scrisse che era "la Florence Nightingale dei Balcani".

## Primi anni di vita ed educazione
Caroline Twigge nacque il 25 settembre 1877 da genitori di Liverpool, John Twigge (1848-1908) e sua moglie Caroline Sara Twigge, nata Sargeant (nata nel 1847), che viveva nella zona di Waterloo della città, e fu battezzata il 26 Giugno 1878. Aveva due fratelli, John S. Twigge (nato nel 1872) che doveva diventare curato a Waverton-Cum-Dundraw, Cumbria prima nel 1896, ordinato nella Cattedrale di Carlisle per servire nella parrocchia di Ravenstondale, Westmorland. Suo fratello minore, Herbert L. Twigge (nato nel 1875), aveva già seguito il padre in affari come commerciante di riso e frutta nel 1901.
Fu istruita privatamente prima di studiare medicina nel 1898 all'età di 21 anni a Edimburgo e viveva a Newington, nel censimento del 1901, e a tre indirizzi durante i suoi studi, definitivamente a Masson Hall, George Square. Nel 1902-1903, il suo ultimo anno come studente, la famiglia soggiornò insieme ad Aboyne, in Scozia.
Matthews superò gli esami professionali di terzo livello in medicina e chirurgia nel luglio 1903 e si specializzò in medicina il 17 ottobre 1903, dopo aver studiato come extramurale all'Università di Edimburgo, con sede presso l'Edinburgh College of Medicine for Women. Tra i suoi tutor accademici figuravano il chimico analitico W.I. Macadam, il pioniere radiologo Dawson Turner, D.Noel Paton, William Craig, William Russell, Harvey Littlejohn e il neurologo Alexander Bruce, nonché il Dr. Cadell, presso il dispensario di New Town.
Successivamente andò in vacanza da single a Brighton nel 1905.
Nel 1907 sposò Joseph Matthews, chirurgo vedovo e quasi di trent'anni più anziano di lei, nella Corte dello Sceriffo nel quartiere di St Giles, a Edimburgo, ma quando lei morì era già vedova.

## Carriera

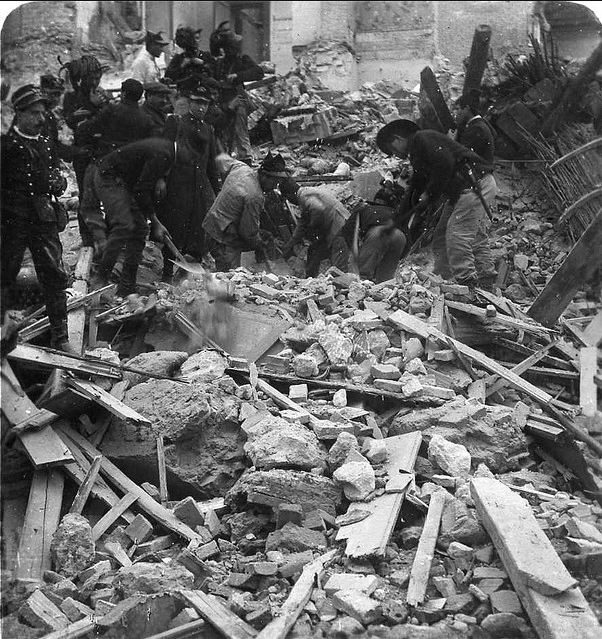
Soldati italiani cercano tra le macerie del terremoto di Messina del 1908

### La tragedia di Messina e della Calabria
Prestò servizio volontariamente nel terremoto di Messina del 1908, quando la città perse quasi la metà della sua popolazione, compresi infermieri e medici. Era tra le persone coinvolte nello sforzo di soccorso internazionale per cui le fu assegnata la medaglia del Re Vittorio Emanuele.
Avrebbe dovuto ricoprire un ruolo medico presso una comunità di lebbrosi in Cina, ma non ci arrivò, tornando dal Tibet su una nave appositamente noleggiata per prestare assistenza all'Italia. Si diceva che fosse stata trattata semplicemente come uno dei soldati quando fu assegnata ai granatieri e aveva visto 'orrori indicibili' o 'spettacoli raccapriccianti' incluso un inferno peggiore di quello rappresentato da Dante', mentre lavorava per salvare vite umane in questo disastro distruttivo.
Nel 1910 la dott.ssa Matthews era l'unica donna e l'unica di madrelingua inglese tra i soldati che assistevano i civili nel villaggio di Cinquefrondi, in Calabria, dove era diffusa anche un'infezione di vaiolo e la città posta in regime di bandiera gialla. Lei stessa dovette riposare a Roma con una "malattia grave" non specificata, prima di poter tornare a casa.
I suoi ex soci del Children's Salon della rivista The Gentlewoman scrissero di lei in modo piuttosto romantico: 'Assolutamente straniera nel campo, lavorava con volontà, condividendo le difficoltà degli uomini'.
Nel 1911 fu onorata con la medaglia della Croce Rossa Italiana e la medaglia commemorativa di Re Vittorio Emanuele.

## Esperienze nel servizio di guerra

### Guerra dei Balcani 1912–1913 Montenegro
Nel 1912-1913 divenne chirurgo dell'esercito montenegrino e corrispondente di guerra per The Sphere. Le fu conferita un'altra onorificenza, quella dell'Ordine di Danilo.
I suoi articoli sul diario di guerra, ad esempio, in The Sphere del gennaio 1913, spiegano di più sulle sue esperienze; ad esempio, in un incidente in cui Matthews stava andando in aiuto di un ufficiale ferito di notte in una bufera di neve, cadde su una strada accidentata. Mentre cercava di proteggere le forniture mediche che trasportava, si fratturò la mascella, si ruppe alcuni denti e si procurò dei tagli sul viso. Proseguì il viaggio e il suo compito di curare la gamba ferita dell'uomo e, dopo alcuni giorni per la propria guarigione, ritornò al suo posto in ospedale. Matthews ha anche parlato del continuo atteggiamento patriottico del popolo montenegrino, nonostante l'estrema povertà e la gravità delle ferite di molte persone. Nel suo articolo commenta anche il conforto dei prigionieri di guerra turchi.
Nel novembre 1912, in The Gentlewoman, un articolo intitolato 'Una dottoressa al fronte', racconta che lei era in Siria prima di offrirsi volontaria per il lavoro in un ospedale militare, e quindi era vestita in modo inappropriato per il clima dei Balcani. I suoi ricordi forniscono dettagli pettegolezzi del suo viaggio, in contrasto con un approccio pratico nel descrivere i feriti nel corpo e nella mente che ha incontrato durante le preoccupazioni per la scarsa qualità dell'igiene e la mancanza di risorse, nell'ospedale militare. Racconta che venivano curati 4.000 feriti a settimana, con solo infermieri dilettanti e persino bambini come 'inservienti di reparto', ma sorprendentemente solo 16 morti, nonostante i suoi problemi linguistici e la mancanza di sostegno da parte dei medici russi. Loda anche il coraggio e la cavalleria degli uomini feriti, che definisce 'coraggiosi, pazienti, grati'... ma desiderosi di essere di nuovo 'fuori' a servire al fronte.

### Prima guerra mondiale

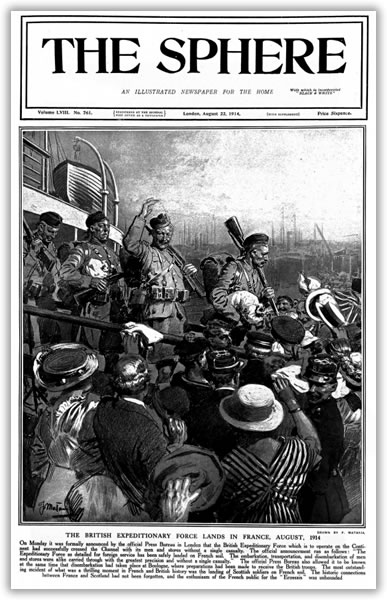
Rivista illustrata di notizie The Sphere

All'inizio della prima guerra mondiale la Matthews si offrì di nuovo volontaria, questa volta per servire in Serbia, a sue spese, e divenne un ufficiale medico dell'esercito serbo dopo che il suo piano di unirsi al servizio di ambulanza sul campo serbo era stato negato. Disse, a differenza di molte donne di classe media o superiore del giorno a cui mancava la sua resilienza, che, mentre usava le sue capacità, sentiva che "valeva la pena vivere la vita in questi giorni". I suoi articoli per The Sphere costituivano un diario di guerra illustrato, ad es. nel luglio del 1915, descrivendo l'unità femminile scozzese che viaggiava a Malta per aiutare i feriti evacuati, e poi in Grecia e poi a Nish (Niš) in Serbia. Tocca le relazioni tra rapitori e prigionieri di guerra e loda il gruppo internazionale di donne (e uomini) che lavorano negli ospedali militari in circostanze molto difficili, anche durante un grave focolaio di tifo, che ha ucciso due dei medici dell'Scottish Women's Hospital.
Il suo ruolo finale sul campo era di rimanere come volontaria con i feriti e responsabile dell'ospedale militare di Uzsitsi, per la Croce Rossa Serba, dopo il ritiro serbo il 13 ottobre 1915, sebbene sapesse che sarebbe stata catturata dall'avanzata Forze alleate austriache. Questo successe di notte, con i soldati tedeschi che la spingevano, minacciandola e intimidendola, mentre cercavano la sua stanza per i farmaci. Dato che in seguito aveva rifiutato di trattare l'esercito occupante che aveva rubato le coperte dei pazienti, fu accusata di spionaggio e presa come prigioniera a Belgrado. Alla fine fu rilasciata all'unità di ambulanza femminile scozzese, in Ungheria, e le fu permesso di andarsene con loro, ma ha avuto ulteriori difficoltà che venivano dalle spie tedesche mentre viaggiava attraverso la Svizzera, una delle quali si diceva che avesse spinto giù dal treno a Lucerna.
La Matthews è stata raffigurata sotto la voce "Lady Doctor in Khaki" sulla prima pagina dello The Sheffield Independent al suo ritorno. Il suo vestito in calzoni e un cappotto simile a un ufficiale aveva ispirato un commento, ma era molto pratico per la guida.

### Corrispondenza dal fronte
The Sphere pubblicò gli aggiornamenti sull'esperienza di guerra di Matthew il 1 aprile e di nuovo il 22 aprile 1916, in articoli illustrati di due pagine, intitolati In the Hands of the Enemy – A Personal Narrative by Dr. Caroline Matthews. Spiegava la necessità di essere a volte coraggiosa e provocatoria, e in altre più cauta e riservata, nelle conversazioni con i suoi rapitori. Nonostante gli attacchi fisici, descrisse la sua determinazione a non concedere ai tedeschi 'la soddisfazione desiderata di vedere la paura negli occhi degli inglesi'. Matthews ha anche scritto una serie di articoli sugli stessi temi per The Courier, intitolati In the Hands of the Hun – The Experiences of a Woman Doctor in Serbia (Nelle mani degli Unni – Le esperienze di una dottoressa in Serbia).
Le sue esperienze di guerra insieme che descrivono 'forse il periodo più straordinario di una vita varia', furono pubblicate da Mills & Boon nel libro Experiences of a Woman Doctor in Serbia nel 1916, che dedicò "con amore e gratitudine ad Amy M. Johns, un amico tra mille".
Il libro è stato descritto da The Courier come 'un panorama grafico' e 'una narrazione emozionante'. Ha fornito dettagli, come lavorare amichevolmente con l'ufficiale medico capo ungherese durante un'epidemia mortale di difterite, che doveva essere sostituito da un CMO 'codardo', che non sarebbe entrato nel reparto di colera, ma avrebbe lasciato Matthews al comando. Ha dettagliato i suoi racconti sull'arrivo del nemico, ched rubavano tutte le coperte dei pazienti per le loro truppe e strumenti medici e denaro. Ma disse di essere stata 'rallegrata e incoraggiata da una piccola Union Jack su una scatola di cioccolatini'. La Matthews spiega che lei stessa ha contratto la difterite e si sentiva disperata ma 'strisciava' per i reparti. I suoi racconti includono la brutalità della notte della sua cattura, poi la cattura su 'un carro trainato da buoi, in un clima gelido' come prigioniera sotto scorta, soffrendo varie privazioni, inclusa una tale fame che aveva scambiato la sua fede nuziale con del cioccolato.
Con le sue stesse parole, citate nel The Yorkshire Post, nonostante avesse sperimentato spiriti malvagi negli occhi degli uomini, astuzia e sete di sangue, la Matthews non si era "mai incontrata prima con espressioni così particolarmente diaboliche di odio assoluto che erano dirette verso di me da quegli ufficiali Teutoni".
Durante un'udienza e un interrogatorio sull'accusa inventata di spionaggio, la Matthews si lamentò con aria di sfida del suo trattamento e dei furti, per sentirsi dire che 'non esisteva la Convenzione di Ginevra adesso'. E ha raccontato il piacere di sentire all'improvviso una voce familiare chiamare 'Come stai, Twiggie!'. Era la dottoressa Alice Hutcheson (sic) dello Scottish Women's Hospital (trentuno delle quali erano tenute prigioniere lì).
Questi episodi in contrasto con gli incontri successivi con i pastori mentre si riprendono dalla sua malattia nel 1916 il Christmas Day in Jerusalem, in un altro articolo del The Sphere.
Il suo lavoro è stato confrontato con la scrittura autobiografica di un'altra donna che diventò una combattente volontaria nell'esercito serbo, Flora Sandes, le cui memorie erano mirate a raccogliere fondi per i serbi. Le storie della Matthews e la considerazione del suo coraggio nei rapporti della stampa, hanno viaggiato in Australia, nonché attraverso la stampa regionale in Gran Bretagna. Si diceva che il suo libro "Experiences" potesse essere visto come "un monumento al coraggio quasi sovrumano e all'audacia del Dr. Caroline Matthews" ed era "una storia inalterata di coraggio e devozione al dovere" che "onora il suo paese natale" e "una storia commovente di auto-sacrificio ed eroismo" e fu ripubblicata un secolo dopo.

## Pubblicazioni
- Hints of a Lady Doctor (1905)[2]
- A Lady Doctor at the Front  (article in The Gentlewoman) (1912)[25]
- With the Montenegrins – How Hunger and Starvation are Facing the Brave Fighters of the Little Kingdom. (article in The Sphere) (1913)[24]
- With the Wounded Serbs at Nish: A Personal Narrative by a British Red Cross Worker in Serbia (article in The Sphere) (1915)[29]
- In the Hands of the Enemy – A Personal Narrative by Dr. Caroline Matthews (article in The Sphere) (1916)[34]
- Experiences of a Woman Doctor in Serbia, book, published by Mills & Boon London (1916)[2]
- In the hands of the enemy (article in The Sphere) (1916)[2]
- Christmas Day in Jerusalem – How I met the Shepherds in their Leopard-Skin Cloaks and Helped to Revive their Frozen Lambs in the Monastery of Marielas (or Mar Elyas) (article in The Sphere) (1916)[38]

## Vita privata nel dopoguerra
Dopo la guerra la Matthews continuò la sua amicizia e si affezionò devotamente alla signorina Amy Maria Johns, alla quale aveva dedicato il suo libro Experiences del 1916. Amy Johns scrisse una poesia alla Matthews, come prefazione:
Of fiery purposes, and battles' din.
She left her dolls to play with soldier toys,
And glow'd in enterprise of heroes bold.
Such child -
Grown to the kingdom of her woman's heart,
Goes forth with joy beneath her country's flag.
Gives of her skill to those who call for aid.
She faces death in many a cruel guise,
Holding life cheap, for honour and her King.»
Di scopi ardenti e frastuono di battaglie.
Lasciò le sue bambole per giocare con i giocattoli dei soldati,
e brillava nell'impresa di eroi audaci.
Una bambina così -
Cresciuta nel regno del suo cuore di donna,
Esce con gioia sotto la bandiera del suo Paese.
Dona la sua abilità a coloro che chiedono aiuto.
Affronta la morte in molti modi crudeli,
Tenendo la vita a buon mercato, per l'onore e per il suo re.»
La Matthews e la Johns viaggiarono insieme, dopo la guerra, in India per più di un anno, ma Amy Johns morì improvvisamente nel 1923, su un treno da Dover a Londra al suo ritorno, e fu sepolta a Downe. Dato che la Matthews si era interessata allo Spiritualismo e una medium aveva predetto la sua (propria) morte improvvisa, che lei credeva sarebbe avvenuta a causa della sua malattia residua (inclusa la sofferenza di 'attacchi di cuore') "come risultato delle sue privazioni mentre prestava servizio come medico durante la ritirata serba", aveva trasferito 500 sterline di titoli di guerra alla signorina Johns. Ma fu proprio Johns a morire per prima. Matthews ha quindi contestato il testamento della sua amica per il ritrasferimento di queste obbligazioni, ma questo le fu negato. Nonostante quella disputa, la famiglia della sua amica diede il permesso che la Matthews fosse infine sepolta nella tomba della Johns, quando morì nel 1927. Il patrimonio di Matthews era valutato in 1904 lire.

## Morte e memoriale
La salute di Matthews fu veramente danneggiata dalle sue esperienze di guerra e morì di polmonite dopo un'influenza all'età di 49 anni, a casa a Longton Grove, Sydenham e sepolta nella tomba di Amy Johns nel piccolo cimitero di Downe, vicino a Farnborough, Londra. Il funerale fu celebrato dal vicario locale, il reverendo A.A. Gibson e furono offerti "molti tributi floreali" con una serie di "espressioni di affetto e rimpianto". Matthews venne chiamata The Florence Nightingale of the Balkans nell'Evening Telegraph.
La sua uniforme e altri beni di guerra furono ricercati dal National War War Museum. Ora lo zaino color kaki della Matthews, menzionato nel suo libro, e il suo vestito della laurea, nonché alcune delle sue attrezzature mediche di campo e medaglie, sono nella collezione medica del Museo della scienza o Wellcome Library. (Immagini soggette a copyright).

## Opere
- (EN) Catherine Twigge Matthews, Experiences of a Woman Doctor in Serbia, Mills & Boon, 1916.
- (EN) Caroline Twigge Matthews, Experiences of a Woman Doctor in Serbia, Mills & Boon - Reprint editions published in (2015), 1916. URL consultato il 19 settembre 2023.
- (EN) Caroline Twigge Matthews, Experiences of a Woman Doctor in Serbia, Bibliolife DBA of Bibilio Bazaar II LLC, 2016, ISBN 9781340032296.